# Anapoma milloti
Anapoma milloti là một loài bướm đêm trong họ Noctuidae.